# ریچل ملوین
ریچل ملوین (به انگلیسی: Rachel Melvin) (زاده ۹ فوریهٔ ۱۹۸۵) بازیگرآمریکایی است.
از فیلم‌های معروف او می‌توان به بازی در فیلم احمق و احمق‌تر ۲ اشاره کرد.